# Jenny Shipley
Jennifer Mary Shipley, detta Jenny (Gore, 4 febbraio 1952), è una politica neozelandese, militante dal 1975 del Partito Nazionale della Nuova Zelanda.
È stata la prima donna del suo Paese a ricoprire l'incarico di Primo ministro, dal 1997 al 1999.

## Biografia
Nel 1980 è stata chiamata a ricoprire la carica di ministra del Social Welfare nel governo di Jim Bolger. Dal 1993 al 1996 ha ricoperto l'incarico di ministro della Salute. Dal 1990 al 1996 è stata anche ministro degli Affari delle donne.
L'8 dicembre 1997, con la vittoria del suo partito alle prime elezioni svoltesi con il metodo proporzionale, è diventata Prima Ministra. Nelle elezioni del 1999 il Labour Party, con a capo Helen Clark, ha vinto le elezioni; Shipley ha continuato a guidare il suo partito fino all'ottobre 2001, quando Bill English ha assunto la leadership del National Party e la Shipley si è dimessa dal Parlamento e si è ritirata dalla vita politica.